# 江宁区 (上海市)
江宁区为上海市已撤销的一个市辖区。

## 成立
民国34年（1945年）12月，国民政府按原上海市警区建立32个行政区，其中第十二区为江宁区，以江宁路得名。区公所驻陕西北路835弄50号，为甲等区公所。民国36年（1947年）2月，取消区的序号，称江宁区。

## 境域
江宁区地域以原公共租界戈登路巡捕房辖地为基础，东以泰兴路连新成区，西从延平路扩至长宁路、江苏路毗长宁区，南以新闸路接静安区，北以安远路邻普陀区。面积3.19平方公里。

## 沿革
民国38年（1949年）5月30日，中国人民解放军上海市军事管制委员会派接管专员多普照接管江宁区公所。同年6月3日，建立江宁区接管委员会。1950年6月28日，根据上海市军事管制委员会和上海市人民政府决定撤销江宁区接管委员会，成立江宁区人民政府。1955年7月，江宁区人民政府更名为江宁区人民委员会。

## 行政区划
江宁区初设时，下设38保，975甲。民国38年（1949年）废除保甲，改设为6个接管专员办事处。1950年12月，6个接管专员办事处改为6个冬防办事处。1951年6月，冬防办事处改称区人民政府派出人员办事处。1952年9月，江宁区6个区人民政府派出人员办事处调整为12个区人民政府办事处。
1955年7月，江宁区第一至第十二人民政府办事处依次更名为泰兴路、昌平路、江宁路、陕西北路、西康路、延平路、安远路、金司徒庙、余姚路、康定路、长寿路和南曹家宅办事处。1956年，撤销延平路、长寿路2个办事处，调整为10个办事处。1957年7月，撤销泰兴路办事处，安远路办事处改为长寿路办事处，南曹家宅办事处更名为梵皇渡路办事处，调整为9个办事处。1958年11月，将9个办事处调整为江宁路、康定路、梵皇渡路和余姚路4个办事处，直至江宁区撤销。

## 撤销
1960年1月，撤销江宁区建制，辖地与新成区成都北路以西地区及长宁区镇宁路以东部分地境复置静安区。

## 区长名录
| 组织名称               | 职务 | 姓名   | 籍贯     | 出生年月 | 任职时期         |
| ---------------------- | ---- | ------ | -------- | -------- | ---------------- |
| 第十二区公所           | 区长 | 侯隽人 | 上海市   | 1892     | 1945.12～1947.3  |
| 江宁区区公所           | 区长 | 吴宗达 | 江苏阜宁 | 1895     | 1947.4～1949.5   |
| 江宁区接管委员会       | 主任 | 多普照 | 河北平山 | 1917.5   | 1949.6～1950.6   |
| 江宁区人民政府         | 区长 | 多普照 | 河北平山 | 1917.5   | 1950.6～1952.7   |
| 江宁区人民政府         | 区长 | 张竹天 | 山东博兴 | 1914.12  | 1952.7～1955.7   |
| 第一届江宁区人民委员会 | 区长 | 张竹天 | 山东博兴 | 1914.12  | 1955.7～1956.12  |
| 第二届江宁区人民委员会 | 区长 | 张竹天 | 山东博兴 | 1914.12  | 1956.12～1958.10 |
| 第三届江宁区人民委员会 | 区长 | 张竹天 | 山东博兴 | 1914.12  | 1958.10～1959.12 |